# Лейслер, Джейкоб
Джейкоб Лейслер (англ. Jacob Leisler) (ок. 1635—1691) — американский колонист германского происхождения. В 1688 году, во время Славной Революции в Англии он захватил Нью-Йорк и всё колонию, отстранив сторонников короля Якова II, и признал власть Вильгельма III Оранского.

## Ранние годы
Родился, вероятно, во Франкфурте-на-Майне, Германия, приблизительно в 1635 году. Он отправился в Новые Нидерланды (впоследствии провинция Нью-Йорк) в 1660 году, женился на богатой вдове, занимавшейся торговлей, и вскоре накопил состояние. Участвовал в создании поселения протестантов Нью-Рошель в Северной Америке в 1688 году.

## Восстание
Английская Революция 1688 года разделила население Нью-Йорка на две чётких фракции: владельцы небольших магазинов, фермеры, моряки, мелкие торговцы и ремесленники противостояли владельцам поместий, богатым торговцам мехами, торговцам, адвокатам и чиновникам короны. Лидером первых, среди которых насчитывалось немало протестантов, был Лейслер. Когда были получены новости об аресте губернатора Эдмунда Андроса в Бостоне, Лейслер и его сторонники овладели 31 мая 1689 года фортом Джеймс (в южном конце острова Манхэттен), переименовали его в Форт-Уильям и объявили о том, что будут удерживать его до прибытия нового губернатора, назначенного новым правительством Англии. 
Аристократы также одобрили революцию, но предпочли сохранять верность правительству Якова II, а не рисковать опасностью междуцарствия. Лейтенант-губернатор Фрэнсис Николсон отплыл в Англию 24 июня, повстанцы организовали комитет безопасности, и Джейкоб Лейслер был назначен главнокомандующим. 2 июня 1689 года противники революции в колонии попытались захватить форт, но безуспешно. 
В декабре 1689 года Лейслер объявил себя лейтенант-губернатором, перед этим отправив письмо Николсону о том, что будет исполнять его обязанности во время его отсутствия и править в согласии с законом. 
1 мая 1690 года Лейслер созвал первый межколониальный конгресс в Северной Америке, на котором разрабатывал планы войны против индейцев и французов. 
28 января 1691 года англичане высадили две роты солдат под командованием майора Ричарда Инголдсби на контролируемой повстанцами территории и потребовали сдачи форта. Лейслер ответил отказом, и 17 марта произошло сражение, в ходе которого было убито два солдата и несколько ранено. Через два дня прибыл полковник Генри Слотер, назначенный лейтенант-губернатором Нью-Йорка ещё 2 сентября 1689 года, которому Лейслер поспешил передать форт и атрибуты власти. Тем не менее, Лейслер и его зять, Джейкоб Милборн, были обвинены в измене за то, что отказались подчиниться Инголдсби, были признаны виновными и 16 мая 1691 года были казнены.